# Crazy Tour
Crazy Tour — короткий тур британського рок-гурту «Queen» в листопаді і грудні 1979 року.
Після виходу синглу «Crazy Little Thing Called Love» гурт вирішив змінити динаміку концерту, яку вони використовували в останні роки. У цьому турі Queen відвідали невеликі майданчики, багато з яких вміщували менше двох тисяч місць. Тим не менш, це був довгоочікуваний етап успішного «Jazz Tour» по Великій Британії. Останній концерт цього туру в Hammersmith Odeon був також першим концертом з концертів для жителів Кампучії. Бутлеґ-запис цього концерту існує як сет на двох CD «Crazy Tour of London».
«Crazy Tour» оцінюється прихильниками як один з кращих турів «Queen». У цьому турі вокал Фредді Мерк'юрі відновився після виснаженості попереднього туру і, можливо, став найкращим з тих, що коли-небудь виконувався ним на сцені. Оскільки Мерк'юрі знаходився у відмінній формі під час цього концерту, він дуже експериментував і не боявся спробувати сміливі високі ноти, деякі з яких він ніколи не пробував у живій обстановці раніше, такі як До другої октави «Bohemian Rhapsody» чи «We Are the Champions».
П'ять концертів з «Crazy Tour» були записані на плівку з публіки, і ці плівки розповсюджувалися серед народу переписуванням: 1 грудня (Глазго), 3 грудня 3 (Ньюкасл), 4 грудня (Ньюкасл), 6 грудня (Ліверпуль) і 26 грудня (Лондон, Hammersmith Odeon). Говорять, що концерт від 26 листопада (Манчестер) записували з публіки, однак у маси цей запис не пішов. Пару коротких кліпів на 8 мм плівці з концерту від 22 грудня (Лондон, Alexandra's Palace) показали в документальному фільмі «The Great Pretender», але кожен із них триває тільки 2 секунди.

## Список пісень
1. Intro
2. Jailhouse Rock
3. We Will Rock You
4. Let Me Entertain You
5. Somebody To Love
6. If You Can't Beat Them
7. Mustapha
8. Death on Two Legs
9. Killer Queen
10. I'm In Love With My Car
11. Get Down Make Love
12. You're My Best Friend
13. Save Me
14. Now I'm Here
15. Don't Stop Me Now
16. Spread Your Wings
17. Love of My Life
18. '39
19. Fat Bottomed Girls
20. Keep Yourself Alive
21. Drum/Guitar Solo
22. Brighton Rock
23. Crazy Little Thing Called Love
24. Bohemian Rhapsody
25. Tie Your Mother Down
Виступ на біс
26. Sheer Heart Attack
Виступ на біс
27. We Will Rock You
28. We Are the Champions
29. God Save the Queen

Інші пісні:
- Mull of Kintyre (7 грудня 1979 Ліверпуль)
- Silent Night (26 грудня 1979 Лондон)
- Danny Boy (22 листопада 1979 Дублін)
- Liar (27 листопада 1979 Манчестер, 1 грудня 1979 Глазго, 4 грудня 1979 Ньюкасл, 7 грудня 1979 Ліверпуль, і 22 грудня 1979 Лондон)

## Список виступів
| Дата              | Місто     | Країна    | Місце проведення           |
| ----------------- | --------- | --------- | -------------------------- |
| 20 листопада 1979 | Корк      | Ірландія  | Cork City Hall             |
| 22 листопада 1979 | Дублін    | Ірландія  | RDS Arena                  |
| 24 листопада 1979 | Бірмінгем | Англія    | National Exhibition Centre |
| 26 листопада 1979 | Манчестер | Англія    | Manchester Apollo          |
| 27 листопада 1979 | Манчестер | Англія    | Manchester Apollo          |
| 30 листопада 1979 | Глазго    | Шотландія | The Apollo                 |
| 1 грудня 1979     | Глазго    | Шотландія | The Apollo                 |
| 3 грудня 1979     | Ньюкасл   | Англія    | Newcastle City Hall        |
| 4 грудня 1979     | Ньюкасл   | Англія    | Newcastle City Hall        |
| 6 грудня 1979     | Ліверпуль | Англія    | Liverpool Empire Theatre   |
| 7 грудня 1979     | Ліверпуль | Англія    | Liverpool Empire Theatre   |
| 9 грудня 1979     | Брітоль   | Англія    | Bristol Hippodrome         |
| 10 грудня 1979    | Брайтон   | Англія    | Brighton Centre            |
| 11 грудня 1979    | Брайтон   | Англія    | Brighton Centre            |
| 13 грудня 1979    | Лондон    | Англія    | Lyceum Theatre             |
| 14 грудня 1979    | Лондон    | Англія    | Rainbow Theatre            |
| 17 грудня 1979    | Лондон    | Англія    | Purley Tiffany's           |
| 19 грудня 1979    | Лондон    | Англія    | Tottenham Mayfair          |
| 20 грудня 1979    | Лондон    | Англія    | Lewisham Odeon             |
| 22 грудня 1979    | Лондон    | Англія    | Alexandra Palace           |
| 26 грудня 1979    | Лондон    | Англія    | Hammersmith Odeon          |

Фестивалі та інші різні виступи
Цей концерт був частиною Концерту для народу Кампучії
Скасувані та перенесені виступи
| 20 листопада 1979 | Корк    | Cork City Hall  | Скасовано                       |
| 3-4 грудня 1979   | Брайтон | Brighton Centre | Перенесено на 9–10 грудня 1979. |

## Сет-листи
| 22 листопада – Дублін 1. "Let Me Entertain You" 2. "We Will Rock You (Fast)" 3. "Somebody to Love" 4. "If You Can't Beat Them" 5. "Mustapha" 6. "Death on Two Legs" 7. "Killer Queen 8. "I'm In Love with My Car" 9. "Get Down, Make Love" 10. "You're My Best Friend" 11. "Save Me" 12. "Now I'm Here" 13. "Don't Stop Me Now" 14. "Love Of My Life" 15. "'39" 16. "Fat Bottomed Girls" 17. "Keep You Alive" 18. "Instrumental Inferno" 19. "Brighton Rock (Finale)" 20. "Bohemian Rhapsody" 21. "Tie Your Mother Down" 22. "Danny Boy" 23. "Crazy Little Thing Called Love" Виступ на біс 1. "Sheer Heart Attack" Виступ на біс 1. "We Will Rock You" 2. "We Are the Champions" 3. "A Day at the Races Outro" | 24 листопада – Бірмінгем 1. "Let Me Entertain You" 2. "Tie Your Mother Down" 3. "Somebody To Love" 4. "If You Can't Beat Them" 5. "Mustapha" 6. "Death On Two Legs" 7. "Killer Queen" 8. "I'm In Love With My Car" 9. "Get Down, Make Love" 10. "You're My Best Friend" 11. "Save Me" 12. "Now I'm Here" 13. "Don't Stop Me Now" 14. "Spread Your Wings" 15. "Love Of My Life" 16. "'39" 17. "Fat Bottomed Girls" 18. "Keep You Alive" 19. "Instrumental Inferno" 20. "Brighton Rock (Finale)" 21. "Bohemian Rhapsody" 22. "Crazy Little Thing Called Love" Виступ на біс 1. "Sheer Heart Attack" Виступ на біс 1. "We Will Rock You" 2. "We Are the Champions" 3. "God Save The Queen" | 26 листопада – Манчестер 1. "Let Me Entertain You" 2. "Tie Your Mother Down" 3. "Somebody To Love" 4. "If You Can't Beat Them" 5. "Mustapha" 6. "Death On Two Legs" 7. "Killer Queen" 8. "I'm In Love With My Car" 9. "Get Down, Make Love" 10. "You're My Best Friend" 11. "Save Me" 12. "Now I'm Here" 13. "Don't Stop Me Now" 14. "Spread Your Wings" 15. "Love Of My Life" 16. "'39" 17. "Fat Bottomed Girls" 18. "Keep You Alive" 19. "Instrumental Inferno" 20. "Brighton Rock (Finale)" 21. "Bohemian Rhapsody" 22. "Crazy Little Thing Called Love" Виступ на біс 1. "Sheer Heart Attack" Виступ на біс 1. "We Will Rock You" 2. "We Are the Champions" 3. "God Save The Queen" | 27 листопада – Манчестер 1. "We Will Rock You (Fast)" 2. "Tie Your Mother Down" 3. "Somebody To Love" 4. "If You Can't Beat Them" 5. "Mustapha" 6. "Death On Two Legs" 7. "Killer Queen" 8. "I'm In Love With My Car" 9. "Get Down, Make Love" 10. "You're My Best Friend" 11. "Save Me" 12. "Now I'm Here" 13. "Don't Stop Me Now" 14. "Spread Your Wings" 15. "Love Of My Life" 16. "'39" 17. "Fat Bottomed Girls" 18. "Keep You Alive" 19. "Instrumental Inferno" 20. "Brighton Rock (Finale)" 21. "Liar" 22. "Bohemian Rhapsody" 23. "Crazy Little Thing Called Love" Виступ на біс 1. "Sheer Heart Attack" Виступ на біс 1. "We Will Rock You" 2. "We Are the Champions" 3. "God Save The Queen" |

## Музиканти
- Фредді Мерк'юрі: головний вокал, піаніно, гітара («Crazy Little Thing Called Love»), тамбурин
- Браян Мей: гітара, бек-вокал, піаніно
- Роджер Тейлор: ударні, головний вокал («I'm in Love With My Car»), бек-вокал
- Джон Дікон: бас-гітара, додатковий вокал